# Head Job
Head Job je první sólové studiové album australského bubeníka Phila Rudda, dlouholetého člena skupiny AC/DC. Album vyšlo v srpnu roku 2014. Album vznikalo na Novém Zélandu, kde Rudd žije; vedle bubeníka na albu hrají dva místní hudebníci (kytarista a baskytarista). První singl z alba „Repo Man“ byl představen v červenci 2014.

## Seznam skladeb
Autory všech skladeb jsou Phil Rudd, Allan Badger a Geoffrey Martin.
| Pořadí | Název                      | Délka |
| ------ | -------------------------- | ----- |
| 1.     | Head Job                   | 3:35  |
| 2.     | Sun Goes Down              | 2:51  |
| 3.     | Lonely Child               | 4:03  |
| 4.     | Lost in America            | 3:43  |
| 5.     | Crazy                      | 3:53  |
| 6.     | Bad Move                   | 2:41  |
| 7.     | No Right                   | 4:08  |
| 8.     | The Other Side             | 4:31  |
| 9.     | 40 Days                    | 3:34  |
| 10.    | Repo Man                   | 3:23  |
| 11.    | When I Get My Hands on You | 4:06  |

## Obsazení
- Phil Rudd – bicí, zpěv
- Geoffrey Martin – kytara
- Allan Badger – baskytara, zpěv